# Huelet Benner
Huelet Leo „Joe“ Benner (* 1. November 1917 in Paragould; † 12. Dezember 1999 in Tampa) war ein US-amerikanischer Sportschütze.

## Erfolge
Huelet Benner nahm an drei Olympischen Spielen teil. 1948 belegte er in London mit der Freien Pistole über 50 m den vierten Platz und verpasste damit knapp einen Medaillengewinn. Bei den Olympischen Spielen 1952 in Helsinki kam er mit der Schnellfeuerpistole nicht über den 34. Rang hinaus, während er mit der Freien Pistole mit 553 Punkten das beste Ergebnis des Wettbewerbs erzielte, womit er vor Ángel León und Ambrus Balogh Olympiasieger wurde. Die Spiele 1956 in Melbourne schloss er mit der Freien Pistole auf dem elften Platz ab.
Bei Weltmeisterschaften sicherte sich Benner insgesamt 17 Medaillen. So wurde er 1949 in Buenos Aires und 1952 in Oslo Weltmeister mit der Schnellfeuerpistole im Einzel sowie im Mannschaftswettbewerb mit der Großkaliberpistole. 1952 gewann er zudem mit der Mannschaft den Titel mit der Schnellfeuerpistole. Seinen sechsten Weltmeistertitel gewann Benner 1954 in Caracas mit der Freien Pistole im Einzel. Ansonsten gewann er fünf Silber- und sechs Bronzemedaillen. Bei den Panamerikanischen Spielen 1951 in Buenos Aires und 1955 in Mexiko-Stadt gewann Benner im Einzel mit der Schnellfeuerpistole die Goldmedaille. 1955 gewann er auch mit der Mannschaft den Titel, während er mit der Freien Pistole außerdem 1951 die Silber- und 1955 die Goldmedaille gewann.
Benner trat 1935 der US Army bei und arbeitete dort als Ausbilder an der Waffe. Er nahm 1964 seinen Abschied im Rang eines Sergeant Majors.